# Městské divadlo Slaný
Městské divadlo Slaný je divadelní budova ve středočeském městě Slaný postavená v letech 1882 až 1883. Funguje především jako tzv. stagiona a též jako zázemí slánské kultury. V letech 1948 až 1990 neslo divadlo název Divadlo Zdeňka Nejedlého. 

## Historie

### Před stavbou divadla
Ochotnická divadelní představení jsou ve Slaném doložena již ve 30. letech 18. století v prostorách zdejší piaristické koleje. Roku 1845 byl pak založen česky hrající ochotnický soubor, který prostory koleje rovněž využíval, nicméně roku 1877 je musel opustit. Od roku 1879 byla pak, zejména od představitelů zdejší Občanské záložny, vyvíjena snaha o zbudování divadelního sálu.

### Výstavba
Roku 1881 byla vypsána architektonická soutěž, v níž, z rozhodnutí předsedy poroty arch. Josefa Schulze, zvítězil návrh věhlasného architekta Antonína Wiehla ve spolupráci s Janem Koulou, na místě se pak umístil návrh arch. Vratislava Pasovského, na třetím potom koncepce arch. Jindřicha Fialky. Z důvodů omezení velikostí pozemku však nakonec nebylo možné Wiehlův a Koulův návrh realizovat a budova nakonec vznikla v podobě navržené Fialkou, po zapracování Schulzových doporučení. K položení základního kamene došlo 24. června 1882, stavbu realizovali pražský stavitel Adolf Havel a slánský stavební podnikatel František Štěch. K slavnostnímu otevření došlo 30. prosince 1883 (nedlouho po znovuotevření pražského Národního divadla) sehráním představení historického dramatu Primátor od Jána Kollára.
Divadlo nadále zůstalo v majetku Občanské záložny, roku 1888 bylo pak nazváno Divadlo Občanské záložny. Po roce 1900 došlo k několika výraznějším rekonstrukcím budovy.

### Po roce 1948
Po únoru 1948 bylo následně divadlo znárodněno a přejmenováno na Divadlo Zdeňka Nejedlého, název opět změnilo po roce 1990. V letech 1999 až 2001 prošlo divadlo rozsáhlou rekonstrukcí a modernizací.

## Současnost
Městské divadlo Slaný nadále slouží svému původnímu účelu a poskytuje zázemí po pořádání především hostujících divadelních představení, dále také přednášek a dalších kulturních akcí, stejně tak jsou zde pořádána ochotnická představení.